# Contea di Susong
La contea di Susong (宿松县S) è una contea della Cina, situata nella provincia dell'Anhui.